# Große Salzwüste

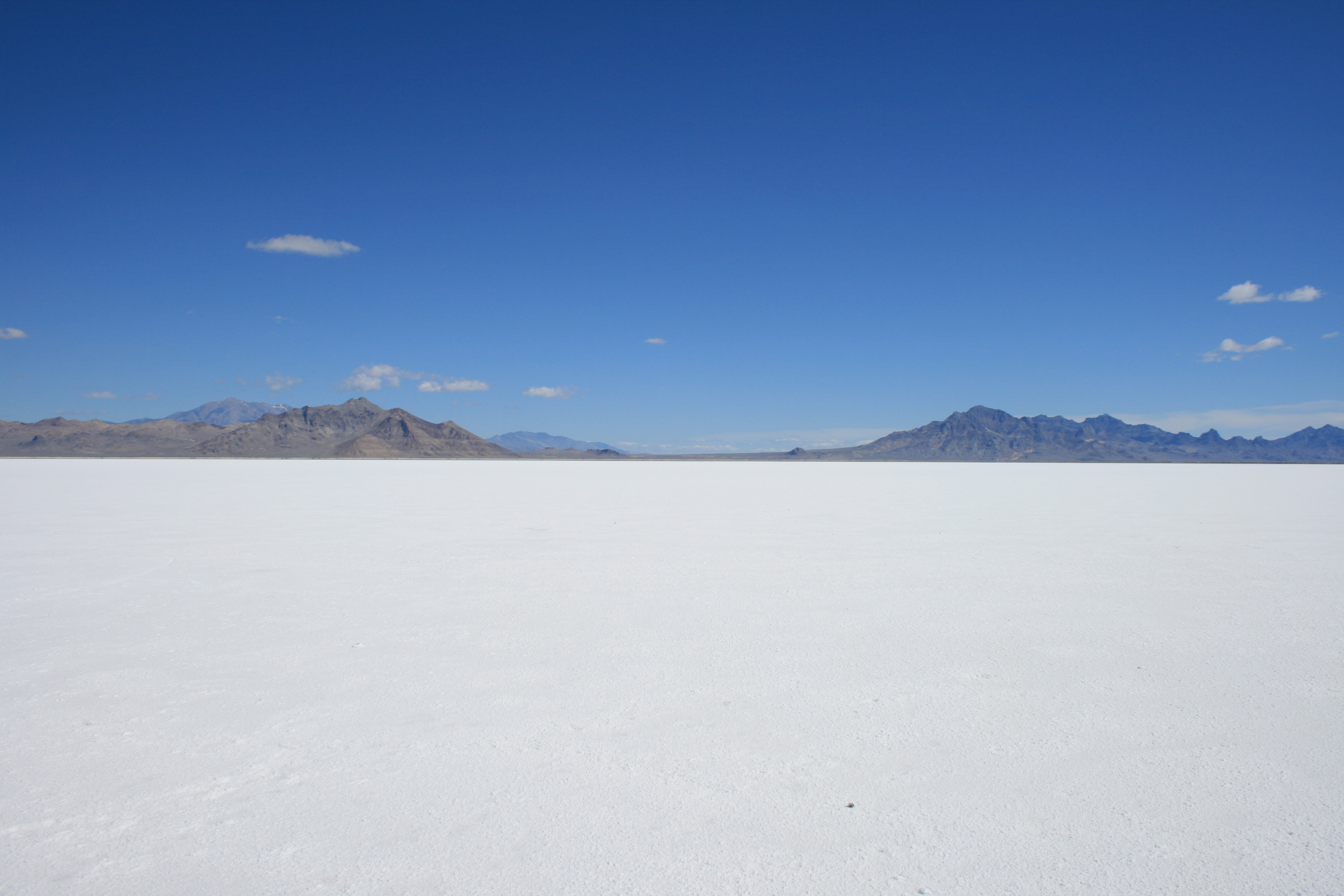
Große Salzwüste

Die Große Salzwüste (englisch Great Salt Lake Desert) bezeichnet eine Region westlich des Großen Salzsees im nördlichen Teil des US-Bundesstaates Utah. Sie entstand gegen Ende der letzten Eiszeit infolge der Austrocknung des Lake Bonneville – eines prähistorischen Sees, der sich westlich der Rocky Mountains über einen Großteil des Großen Beckens erstreckte und von dem heute der Große Salzsee als größter Rest übrig geblieben ist.

## Geographie
Der Lake Bonneville dehnte sich gegen Ende des Pleistozäns zeitweilig auf rund 52.000 km² aus und war somit seinerzeit nicht wesentlich kleiner als der heutige Michigansee. Vor rund 14.000 Jahren brach eine Uferstruktur im Norden des Sees und in einem katastrophalen Flutereignis, der sogenannten Bonneville-Flut, ergossen sich große Teile der Wassermassen des Sees nach Norden und flossen über das Columbia River Plateau ab. In der Folge begann die verbliebene Wassermenge unter den sich verändernden klimatischen Bedingungen zu schrumpfen; ohne größeren Zu- und ohne jeden Abfluss versalzte der See schließlich.
Heute sind große Teile des ehemaligen Bonneville-Sees eine Salzwüste, die sich auf einer Fläche von rund 10.360 km² vom Großen Salzsee in westliche Richtung bis zur Staatsgrenze von Nevada erstreckt. Der Boden der Wüste ist infolge des hohen Salzgehaltes weiß gefärbt.
Der einzige bedeutende Ort am Rand der Großen Salzwüste ist Wendover mit rund 1500 Einwohnern. Das Gebiet wird durch den Interstate Highway I-80 und eine parallele Bahnlinie von Ost nach West durchschnitten.
Nördlich des Highways im ausgeprägtesten Teil der Wüste liegt der Bonneville Salt Flats State Park mit dem Bonneville-Speedway-Gelände, das aufgrund seiner Ebenheit und Größe oft für Weltrekordversuche und Geschwindigkeitsrekorde von Fahrzeugen genutzt wird.
Im Norden und Süden der Wüste unterhalten die United States Army und die United States Air Force insgesamt vier großflächige Truppenübungsplätze. Im Dugway Proving Ground liegt die Militärsiedlung Dugway mit rund 2000 dauerhaften Einwohnern.

## Bonneville Salt Flats und die Speed Weeks
1896 fanden Fahrradrennen auf den Bonneville Salt Flats statt. Bei der ersten Motorrallye 1914 beschleunigte der Rennfahrer Teddy Tetzlaff seinen Blitzen-Benz auf 228 km/h. 1935 stellte Malcolm Campbell mit 484 km/h in seinem Blue Bird einen Kolbenmotor-Rekord auf, der bis 2019 hielt, als er durch ein Vorserienmodell des Bugatti Chiron und 490,48 km/h übertroffen wurde. 1970 fuhr Gary Gabelich mit seinem Raketenauto Blue Flame mit über 1000 km/h über das Salz. Seit 1949 findet jährlich von Anfang bis Mitte August die Speed-Week statt, während der zahlreiche Rekordversuche unternommen werden. Der Termin ist dem Klima geschuldet: jährlich fallen ca. 200 mm Niederschlag, die das Salz aufweichen. Juli und August sind die trockensten Monate.